# Cerro Wireless
El cerro Wireless o colina de la Radio (en inglés: Wireless Ridge) es una elevación de 186 m s. n. m. situada en el este de la isla Soledad en las Islas Malvinas, entre la rada de Puerto Argentino/Stanley y la caleta Serpiente, al frente de la desembocadura del arroyo Caprichoso.
Ubicada al oeste y muy próxima de la capital isleña (a 5 kilómetros), tuvo una importante actividad durante la guerra de las Malvinas, durante el avance británico hacia la capital del archipiélago entre los días 13 y 14 de junio de 1982, desarrollando la batalla de Wireless Ridge que fue parte de la Operación Corporate y dejó un saldo de 3 argentinos muertos y 27 heridos en el contraataque. También fue uno de los últimos combates de la guerra. En la actualidad en el área existen trincheras y campos minados.